# غوار لاعب كرة
غوار لاعب كرة فيلم سوري من بطولة الثنائي الشهير دريد لحام ونهاد قلعي، من إنتاج عام 1973 في سوريا .

## قصة الفيلم
توأمان، لم يلتقيا قط من قبل، أحدهما لاعب كرة معروف، ويحقق المزيد من النجاح، أما الثانى فهو مواطن عادى، يقابل الناس الثانى فيتعاملون معه بالكثير من الاحترام، ويتصورونه الأخ المشهور، يغيب الأخ لاعب الكرة، ويضطر الأخ الثانى أن يحل مكان أخيه في مباراة بالغة الأهمية، وينجح في أن يكسب فريقه.

## فريق العمل[2]
- دريد لحام: غوار/زكي
- نهاد قلعي: المدرب حسني
- طروب: عشيقة زكي
- عمر حجو: أبو غوار/أبو زكي
- فريد شوقي: ضيف شرف